# Stàrie Ozinki
Stàrie Ozinki (en rus: Старые Озинки) és un poble de l'óblast de Saràtov, a Rússia, segons el cens del 2010 tenia 552 habitants. Pertany al districte municipal d'Ozinki.